# Promozione Abruzzo 1985-1986
Nella stagione 1985-1986 la Promozione era sesto livello del calcio italiano (il massimo livello regionale). Qui vi sono le statistiche relative al campionato in Abruzzo.
Il campionato è strutturato in vari gironi all'italiana su base regionale, gestiti dai Comitati Regionali di competenza. Promozioni alla categoria superiore e retrocessioni in quella inferiore non erano sempre omogenee; erano quantificate all'inizio del campionato dal Comitato Regionale secondo le direttive stabilite dalla Lega Nazionale Dilettanti, ma flessibili, in relazione al numero delle società retrocesse dal Campionato Interregionale e perciò, a seconda delle varie situazioni regionali, la fine del campionato poteva avere degli spareggi sia di promozione che di retrocessione.

## Squadre partecipanti
| Club                      | Città                         |
| ------------------------- | ----------------------------- |
| A.C. Alba Adriatica       | Alba Adriatica (TE)           |
| Pol. Avezzano             | Avezzano (AQ)                 |
| A.S. Bellante             | Bellante (TE)                 |
| U.S. Capistrello          | Capistrello (AQ)              |
| Pol. T.M.K. Gioia         | Gioia dei Marsi (AQ)          |
| S.S. Lycia                | Lecce nei Marsi (AQ)          |
| Pol. Monte Velino         | Magliano dei Marsi (AQ)       |
| A.S. Morro d'Oro          | Morro d'Oro (TE)              |
| A.S.D. Atletico Nepezzano | Nepezzano (TE)                |
| F.C. Nereto               | Nereto (TE)                   |
| A.S.C. Notaresco          | Notaresco (TE)                |
| A.S. Olimpia Celano       | Celano (AQ)                   |
| S.S. Ortigia              | Ortucchio (AQ)                |
| S.S. San Benedetto        | San Benedetto dei Marsi (AQ)  |
| A.S. Santegidiese Calcio  | Sant'Egidio alla Vibrata (TE) |
| S.S. Tagliacozzo          | Tagliacozzo (AQ)              |

### Classifica finale
|  | Pos. | Squadra                 | Pt | G  | V  | N  | P  | GF | GS | DR  |
|  | ---- | ----------------------- | -- | -- | -- | -- | -- | -- | -- | --- |
|  | 1.   | Olimpia Celano          | 46 | 30 | 19 | 8  | 3  | 49 | 13 | +36 |
|  | 2.   | Alba Adriatica          | 45 | 30 | 18 | 9  | 3  | 50 | 19 | +31 |
|  | 3.   | Tagliacozzo             | 43 | 30 | 17 | 9  | 4  | 38 | 12 | +26 |
|  | 4.   | Bellante                | 33 | 30 | 11 | 11 | 8  | 34 | 31 | +3  |
|  | 5.   | Avezzano (-8)           | 32 | 30 | 15 | 10 | 5  | 39 | 24 | +15 |
|  | 6.   | Lycia                   | 30 | 30 | 12 | 6  | 12 | 41 | 39 | +2  |
|  | 7.   | Notaresco               | 29 | 30 | 11 | 7  | 12 | 38 | 34 | +4  |
|  | 8.   | Monte Velino            | 29 | 30 | 9  | 11 | 10 | 30 | 34 | -4  |
|  | 9.   | Ortygia                 | 28 | 30 | 8  | 12 | 10 | 26 | 29 | -3  |
|  | 10.  | Santegidiese            | 25 | 30 | 8  | 9  | 13 | 27 | 28 | -1  |
|  | 11.  | Morro d'Oro             | 25 | 30 | 9  | 7  | 14 | 20 | 33 | -13 |
|  | 12.  | Nereto                  | 24 | 30 | 6  | 12 | 12 | 19 | 26 | -7  |
|  | 13.  | Atletico Nepezzano      | 23 | 30 | 8  | 7  | 15 | 23 | 41 | -18 |
|  | 14.  | Gioia                   | 22 | 30 | 8  | 6  | 16 | 27 | 48 | -21 |
|  | 15.  | San Benedetto dei Marsi | 19 | 30 | 7  | 5  | 18 | 25 | 50 | -25 |
|  | 16.  | Capistrello             | 19 | 30 | 5  | 9  | 16 | 15 | 40 | -25 |

## Squadre partecipanti
| Club                    | Città                 |
| ----------------------- | --------------------- |
| Pol. Ate Tixa           | Atessa (CH)           |
| A.S. Altinese           | Altino (CH)           |
| A.C. Atletico Porto     | Pescara               |
| A.S. Casoli             | Casoli (TE)           |
| S.S. Castellamare PE 74 | Pescara               |
| Pol. C.E.P.             | Castel di Sangro (AQ) |
| A.S. Guardiagrele       | Guardiagrele (CH)     |
| A.C. Ortona             | Ortona (CH)           |
| U.S. Pratola Peligna    | Pratola Peligna (AQ)  |
| A.C. Renato Curi        | Pescara               |
| S.S.C. Sambuceto Globo  | Chieti                |
| U.S. San Salvo          | San Salvo (CH)        |
| U.S. Scaloriver         | Chieti (CH)           |
| S.S. Sulmona            | Sulmona (AQ)          |
| U.S. Termoli            | Termoli (CB)          |
| F.C. Vasto              | Vasto (CH)            |

### Classifica finale
|  | Pos. | Squadra                 | Pt | G  | V  | N  | P  | GF | GS | DR  |
|  | ---- | ----------------------- | -- | -- | -- | -- | -- | -- | -- | --- |
|  | 1.   | C.E.P. Castel di Sangro | 49 | 30 | 20 | 9  | 1  | 56 | 17 | +39 |
|  | 2.   | Sulmona                 | 48 | 30 | 21 | 6  | 3  | 52 | 15 | +37 |
|  | 3.   | Renato Curi             | 38 | 30 | 14 | 10 | 6  | 44 | 27 | +17 |
|  | 4.   | Scaloriver              | 32 | 30 | 10 | 12 | 8  | 33 | 26 | +7  |
|  | 5.   | Casoli                  | 32 | 30 | 11 | 10 | 9  | 33 | 26 | +7  |
|  | 6.   | Altinese                | 32 | 30 | 9  | 14 | 7  | 24 | 22 | +2  |
|  | 7.   | Termoli                 | 31 | 30 | 10 | 11 | 9  | 30 | 26 | +4  |
|  | 8.   | Ate Tixa                | 29 | 30 | 6  | 17 | 7  | 19 | 24 | -5  |
|  | 9.   | San Salvo               | 28 | 30 | 9  | 10 | 11 | 32 | 38 | -6  |
|  | 10.  | Guardiagrele            | 27 | 30 | 6  | 15 | 9  | 21 | 24 | -3  |
|  | 11.  | Sambuceto Globo         | 25 | 30 | 6  | 13 | 11 | 21 | 32 | -11 |
|  | 12.  | F.C. Vasto              | 25 | 30 | 8  | 9  | 13 | 22 | 38 | -16 |
|  | 13.  | Ortona                  | 23 | 30 | 8  | 7  | 15 | 28 | 45 | -17 |
|  | 14.  | Castellamare PE 74      | 23 | 30 | 7  | 9  | 14 | 21 | 36 | -15 |
|  | 15.  | Pratola Peligna         | 21 | 30 | 5  | 11 | 14 | 17 | 35 | -18 |
|  | 16.  | Atletico Porto, Pescara | 17 | 30 | 4  | 9  | 17 | 25 | 52 | -27 |